# Klábertelep megállóhely
Klábertelep megállóhely egy Bács-Kiskun vármegyei vasúti megállóhely Lajosmizse településen, a MÁV üzemeltetésében. A névadó külterületi településrész közelében, attól keleti irányban helyezkedik el, közúti elérését egy, az 5202-es útból kiágazó, számozatlan alsóbbrendű út teszi lehetővé.

## Vasútvonalak
A megállóhelyet az alábbi vasútvonalak érintik:
- Budapest–Kecskemét-vasútvonal

## Kapcsolódó állomások
A megállóhelyhez az alábbi állomások vannak a legközelebb:
- Lajosmizse alsó megállóhely (Budapest–Kecskemét-vasútvonal)
- Felsőméntelek megállóhely (Budapest–Kecskemét-vasútvonal)

## Forgalom
| Járat | Útvonal | Gyakoriság                                   |
| ----- | --- | -------------------------------------------- |
| S21   | Budapest-Nyugati – Zugló – Kőbánya alsó – Kőbánya-Kispest – Kispest – Pestszentimre felső – Pestszentimre – Gyál felső – Gyál – Felsőpakony – Ócsa – Inárcs-Kakucs – Dabas – Gyón – Hernád – Örkény – Táborfalva – Felsőlajos – Lajosmizse – Lajosmizse alsó – Klábertelep – Felsőméntelek – Méntelek – Alsóméntelek – Nagynyír – Hetényegyháza – Úrihegy – Miklóstelep – Kecskemét-Máriaváros – Kecskemét alsó – Kecskemét | Hétvégén 3 Budapest felé és 4 Kecskemét felé |
| S210  | (Táborfalva → Felsőlajos →) Lajosmizse – Lajosmizse alsó – Klábertelep – Felsőméntelek – Méntelek – Alsóméntelek – Nagynyír – Hetényegyháza – Úrihegy – Miklóstelep – Kecskemét-Máriaváros – Kecskemét alsó – Kecskemét | Munkanapokon napi 2 pár                      |

## Története
A megállóhely 1905-ben, a Kecskemét-alsó és Lajosmizse közötti vasútvonal megnyitásakor létesült, közvetlenül a Kláber Móric nagytőkés birtokára letelepített cselédek házsora mellett. A megállóhely az uradalmi központ közelében, a téglagyár és a Kláber-kúria mellett kapott helyet. A téglagyárhoz rakodóvágány is épült, e mellé az 1980-as években még egy sógyári vegyianyag-raktárat is létesítettek. A létesítmény a külterületi megállóhelyektől elütő, jelentős méretű állomásépületet is kapott, hogy az ipari üzem forgalmát elláthassa. 1990-et követően a téglagyár és a környéken gazdálkodó TSZ is megszűnt, így az itteni teherforgalom is eltűnt. Előbb a szolgálatot szüntették meg, majd 2013-ban kiemelték a pályából a rakodóvágányokhoz vezető váltókat is. 2014-ben az életveszélyessé vált állomásépületet lebontották, egy évvel később pedig elbuldózerezték az utolsó vasútüzemi épületeket is.